# Вечные обеты
Вечные обеты (лат. professiones perpetua), постоянные обеты — в католичестве — обеты, приносимые на всю жизнь, а не на какой-либо определённый срок (временные обеты — лат. professiones temporariae); речь обычно идет о монашеских обетах, посредством которых то или иное лицо причисляется к соответствующему институту монашествующих (см. Институты посвящённой жизни) — ордену или конгрегации.
Согласно ныне действующему Кодексу канонического права (кан. 658), принести вечные обеты в том или ином институте монашествующих может лицо, достигшее возраста 21 года и ранее приносившее временные обеты, по крайней мере, на три года. Существуют институты, уставы которых не предполагают принесения вечных обетов, а лишь временных, регулярно возобновляемых.